# Filippa av Lancaster
Filippa av Lancaster, född 1360, död 1415, var en portugisisk drottning, gift med Johan I av Portugal.

## Biografi
Filippa var dotter till den engelska prinsen Johan av Gent och Blanka av Lancaster och syster till Henrik IV av England. Hon var ovanligt välutbildad och studerade vetenskap, poesi, filosofi och teologi, religion och de antika klassikerna. 
Äktenskapet arrangerades 1387 som en engelsk-portugisisk allians mot den fransk-kastilianska alliansen; maken ville också undvika att hennes far gjorde anspråk på Portugals tron genom sin andra makas anspråk på Kastiliens tron. Maken blev så småningom mycket fäst vid henne och de ansågs illustrera dygdens ideal vid hovet. Filippa fick Johans mätress Inês Peres Esteves placerad i kloster, men tillät hennes son och dotter med Johan att stanna vid hovet.
Filippa ansågs uppfylla idealet för en perfekt drottning och beskrivs som generös, barmhärtig och ekonomiskt skicklig, men trots att hon officiellt förklarade att hon tyckte att det var opassande för en drottning att ägna sig åt politik, var hon själv politiskt aktiv. Hon intervenerade till förmån för anhängare till den avsatte Rikard II av England mot brodern, och övertalade maken att erövra staden Ceuta vilket grundlade det portugisiska kryddimperiet.
Filippas död i pesten beskrivs som helgonmässig.

## Eftermäle
Filippa kallas ofta modern till den illustra generationen i Portugal.    
Poeten Eustache Deschamps dedicerade sitt verk “Phelippe en Lancastre” till henne, och tros vara förebilden till Geoffrey Chaucers Alceste i “The Legend of Good Women”.